# 冯超然
冯超然（1882年—1954年），江苏常州人，画家，主要作品有《仕女捧桃图》 、《岁寒图》 、《柳江秋燕图》等。

## 详见
- 崔琴琴. 冯超然研究[D]. 上海大学, 2016.
- 李慧. 冯超然的绘画人生[J]. 美与时代(中), 2018, No.753(06):61-62.
- 邢达, 刘洪澍. 冯超然笔下的“意”与“境”[J]. 兰台世界, 2016(19):93-95.
- 伊梵. 书画市场中的“潜力股”——冯超然[J]. 收藏投资导刊, 2014(16):54-61.